# Маккеллен, Иэн
Сэр И́эн Мю́ррей Макке́ллен (англ. Ian Murray McKellen; род. 25 мая 1939, Бернли, Ланкашир, Англия, Великобритания) — британский актёр. Получил широкое признание как мастер шекспировского репертуара, после чего снискал мировую славу благодаря участию в крупнобюджетных международных кинопроектах (мутант Магнето в серии фильмов «Люди Икс», чародей Гэндальф в кинотрилогиях «Властелин колец» и «Хоббит»). BBC утверждает, что роли Маккеллена обеспечили ему место в числе главных английских актёров театра и кино. Будучи одним из ведущих актёров британской сцены, Иэн Маккеллен сыграл более чем в 90 театральных постановках и 60 фильмах.
Лауреат семи британских театральных наград Лоренса Оливье, американской театральной награды «Тони» и четырёх американских театральных наград «Драма Деск». Лауреат премии «Золотой глобус», наград Американской Гильдии киноактёров и Британского независимого кино, двух премий «Сатурн» и двух «Critics' Choice Awards». Двукратный номинант на премию «Оскар», четырёхкратный номинант на премию BAFTA, номинант на премию BAFTA TV и пятикратный номинант на телевизионную премию «Эмми».
В течение 1960-х и 1970-х годов сыграл практически во всех пьесах шекспировского репертуара. Первую крупную роль Маккеллен исполнил в ленте «Ричард III» (1995), а уже тремя годами позже получил первую номинацию на «Оскар» за роль Джеймса Уэйла в исторической драме «Боги и монстры» (1998). Второй раз актёр выдвигался на премию киноакадемии за перевоплощение в волшебника Гэндальфа в фэнтези «Властелин колец: Братство Кольца» (2001).

## Ранние годы и образование
Маккеллен родился в Бернли, графство Ланкашир, Великобритания. Он имеет английские, ирландские и шотландские корни. Большую часть своей молодости он провёл в Уигане. Вторая мировая война, начавшаяся через три месяца и 7 дней после его рождения, оказала на него большое влияние. В ответ на вопрос в интервью, когда репортёр отметил, что он кажется весьма спокойным после 11 сентября, он сказал: «Ну, дорогой, вы кое-что забыли — я спал под стальной плитой до четырёх лет» (имеется в виду металлический столик, под которым спал Маккеллен в период немецких бомбёжек севера Великобритании).
Отец Маккеллена, Денис Мюррей Маккеллен, инженер-строитель, был непосвящённым проповедником, и оба его дедушки тоже были проповедниками. Во время рождения Иэна у его родителей уже была пятилетняя дочь, Джин. Его домашняя обстановка была решительно христианской, но не ортодоксальной. Прадед Иэна — Сэмюэл Дансит Маккеллен, фотограф-изобретатель.
Учился в школе Болтона для мальчиков, где участвовал в любительских школьных театральных постановках, и до сих пор поддерживает её, регулярно общаясь с учениками.
Он выиграл стипендию в колледже St Catharine’s College, когда ему было 18, где он спродюсировал номер для близкого друга — английского актёра Дерека Джекоби.

## Актёрская карьера

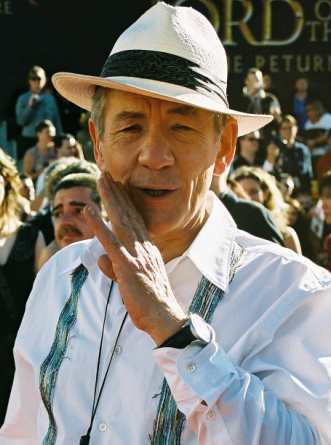
Иэн Маккеллен на мировой премьере картины «Властелин колец: Возвращение короля» в Веллингтоне, Новой Зеландии, 1 декабря 2003 год

Актёрская карьера Маккеллена началась в театре Bolton Little Theatre, покровителем которого он сейчас является. Раннее увлечение театром было следствием посещения спектакля «Питер Пэн» с родителями в Manchester Opera House, когда ему было три года.
Маккеллен начал сниматься в кино ещё в 70-х годах, однако наибольшая известность и признание к нему пришло только в 90-х годах исполнением ролей в голливудских блокбастерах.
В 1993 году он появился в телевизионном фильме «Затянувшаяся музыка», за который актёр впервые выдвигался на «Эмми». В 1996 году он сыграл роль императора России Николая II в фильме «Распутин», которая принесла ему премию «Золотой глобус».
За роль в фильме «Боги и монстры» выдвигался на премии «Оскар» и «Золотой глобус» как лучший актёр. В 2000 году актёр предстал в образе суперзлодея из числа мутантов Магнето в экранизации комиксов «Люди Икс», а затем снялся в его многочисленных продолжениях и спин-оффах — «Люди Икс 2» (2003), «Люди Икс: Последняя битва» (2006), «Росомаха: Бессмертный» (2013), «Люди Икс: Дни минувшего будущего» (2014).
Во время съёмок «Людей Икс» актёр согласился сниматься в картине Питера Джексона «Властелин колец: Братство кольца», где он предстал в образе волшебника Гэндальфа Серого. При этом роль волшебника Маккеллен получил после отказа сэра Шона Коннери, которому Джексон предложил роль изначально. За роль Гэндальфа актёр получил премию Гильдии киноактёров США, а также выдвигался на премии «Оскар» и BAFTA. Маккеллен также сыграл Гэндальфа в двух сиквелах фильма, а также повторно сыграл эту роль в трилогии «Хоббит».

## Личная жизнь
В 1988 году впервые публично заявил о своей гомосексуальности во время интервью радиостанции «BBC». В 1990 году стал одним из первых открытых геев, удостоенных рыцарского титула. Является активистом британского движения за права сексуальных и гендерных меньшинств.
Он и его первый серьёзный партнёр, Брайан Тейлор, учитель истории из Болтона, начали свои отношения в 1964 году. Эти отношения продолжались в течение восьми лет и закончились в 1972 году. Они жили в Лондоне, где Маккеллен продолжал свою карьеру в качестве актёра. Уже более десяти лет он жил в 5-этажном викторианском доме в Нарроу-стрит, Лаймхаус. В 1978 году он познакомился со своим вторым партнёром, Шоном Матиасом, на Эдинбургском фестивале.
Маккеллен поддержал Московский гей-парад и петербургский ЛГБТ-кинофестиваль «Бок о бок». В 2011 году за отказ проводить гей-парады в Москве Маккеллен назвал мэра города Сергея Собянина «трусом».
В 2017 году написал письмо в поддержку художественного руководителя «Гоголь-центра» Кирилла Серебренникова, который тогда находился под домашним арестом по подозрению в мошенничестве.

## Актёрские работы
| Год  |     | Русское название                                   | Оригинальное название                              | Роль                   |
| ---- | --- | -------------------------------------------------- | -------------------------------------------------- | ---------------------- |
| 1966 | с   | Дэвид Копперфильд                                  | David Copperfield                                  | Дэвид Копперфильд      |
| 1969 | ф   | Обещание                                           | The Promise                                        | Леонидик               |
| 1969 | ф   | Альфред Великий                                    | Alfred the Great                                   | Роджер                 |
| 1970 | с   | Соло                                               | Solo                                               | Джон Китс              |
| 1970 | тф  | Гамлет                                             | Hamlet                                             | Гамлет                 |
| 1971 | тф  | Трагедия короля Ричарда II                         | The Tragedy of King Richard II                     | Ричард II              |
| 1972 | мтф |                                                    | Country Matters                                    | Дэвид Мастермен        |
| 1979 | тф  | Макбет                                             | A Performance of Macbeth                           | Макбет                 |
| 1980 | с   |                                                    | Armchair Thriller                                  | Энтони Скиплинг        |
| 1981 | ф   | Служитель любви                                    | Priest of Love                                     | Лоуренс                |
| 1983 | ф   | Крепость                                           | The Keep                                           | доктор Теодор Куза     |
| 1983 | тф  | Алый первоцвет                                     | The Scarlet Pimpernel                              | Пол Шавлин             |
| 1985 | ф   | Беспокойное сердце                                 | Plenty                                             | Сэр Эндрю Чарлсон      |
| 1985 | ф   | Зина                                               | Zina                                               | Кронфельд              |
| 1988 | тф  | Мельницы богов                                     | Windmills of the Gods                              | председатель           |
| 1989 | тф  | Отсчёт до войны                                    | Countdown to War                                   | Адольф Гитлер          |
| 1989 | ф   | Скандал                                            | Scandal                                            | Джон Профьюмо          |
| 1993 | тф  | Затянувшаяся музыка                                | And the Band Played On                             | Билл Крауз             |
| 1993 | мтф | Городские истории                                  | Armistead Maupin's Tales of the City               | Арчибальд Энсон Гидд   |
| 1993 | ф   | Последний киногерой                                | The Last Action Hero                               | Смерть                 |
| 1993 | ф   | Баллада о маленькой Джо                            | The Ballad of Little Jo                            | Перси Коркоран         |
| 1993 | ф   | Шесть степеней отчуждения                          | Six Degrees of Separation                          | Джеффри Миллер         |
| 1994 | ф   | Я согласен на всё                                  | I'll Do Anything                                   | Джон Эрл Макалпайн     |
| 1994 | ф   | Тень                                               | The Shadow                                         | доктор Рейнхардт Лейн  |
| 1995 | ф   | Джек и Сара                                        | Jack & Sarah                                       | Уильям                 |
| 1995 | ф   | Ричард III                                         | Richard III                                        | Ричард III             |
| 1995 | ф   | Королевская милость                                | Restoration                                        | Уилл Гейтс             |
| 1995 | тф  | Неуютная ферма                                     | Cold Comfort Farm                                  | Эмос Старкэддер        |
| 1996 | тф  | Распутин                                           | Rasputin                                           | Николай II             |
| 1997 | ф   | Склонность                                         | Bent                                               | дядя Фредди            |
| 1997 | ф   | Унесённый морем                                    | Swept from the Sea                                 | доктор Джеймс Кеннеди  |
| 1998 | ф   | Боги и монстры                                     | Gods and Monsters                                  | Джеймс Уэйл            |
| 1998 | ф   | Способный ученик                                   | Apt Pupil                                          | Курт Дюссандер         |
| 1999 | тф  | Дэвид Копперфилд                                   | David Copperfield                                  | мистер Крикл           |
| 2000 | ф   | Люди Икс                                           | X-Men                                              | Эрик Леншерр / Магнето |
| 2001 | ф   | Властелин колец: Братство кольца                   | The Lord of the Rings: The Fellowship of the Ring  | Гэндальф               |
| 2002 | ф   | Властелин колец: Две крепости                      | The Lord of the Rings: The Two Towers              | Гэндальф               |
| 2002 | ки  | The Lord of the Rings: The Two Towers              | The Lord of the Rings: The Two Towers              | Гэндальф               |
| 2003 | ф   | Люди Икс 2                                         | X2                                                 | Эрик Леншерр / Магнето |
| 2003 | ф   | Властелин колец: Возвращение короля                | The Lord of the Rings: The Return of the King      | Гэндальф               |
| 2003 | ки  | The Lord of the Rings: The Return of the King      | The Lord of the Rings: The Return of the King      | Гэндальф               |
| 2003 | ф   | Эмиль                                              | Emile                                              | Эмиль                  |
| 2004 | ки  | The Lord of the Rings: The Battle for Middle-earth | The Lord of the Rings: The Battle for Middle-earth | Гэндальф               |
| 2004 | ки  | The Lord of the Rings: The Third Age               | The Lord of the Rings: The Third Age               | Гэндальф               |
| 2005 | с   | Coronation Street                                  | Coronation Street                                  | Мел Хатчрайт           |
| 2005 | мф  | Волшебное приключение                              | The Magic Roundabout                               | Зебеди                 |
| 2005 | ф   | Безумие                                            | Asylum                                             | доктор Питер Клив      |
| 2005 | ф   | Неудачник                                          | Neverwas                                           | Гэбриел Финч           |
| 2006 | ф   | Код да Винчи                                       | The Da Vinci Code                                  | Сэр Ли Тибинг          |
| 2006 | ф   | Люди Икс: Последняя битва                          | X-Men: The Last Stand                              | Эрик Леншерр / Магнето |
| 2006 | мф  | Смывайся!                                          | Flushed Away                                       | Жаб                    |
| 2007 | ф   | Звёздная пыль                                      | Stardust                                           | рассказчик             |
| 2007 | ф   | Золотой компас                                     | The Golden Compass                                 | Йорик Бирнисон         |
| 2008 | тф  | Король Лир                                         | King Lear                                          | король Лир             |
| 2009 | мтф | Узник                                              | The Prisoner                                       | Заключённый номер 2    |
| 2009 | кор | Академия                                           | The Academy                                        | Мюррей                 |
| 2010 | кор | Революция в короткие сроки                         | Small-Time Revolutionary                           | Хэмиш Миллер           |
| 2010 | кор |                                                    | A Lost and Found Box of Human Sensation            | рассказчик             |
| 2010 | кор |                                                    | E'gad, Zombies!                                    | рассказчик             |
| 2011 | кор |                                                    | Lady Grey London                                   |                        |
| 2011 | кор |                                                    | Claude et Claudette                                | Голос                  |
| 2012 | с   | Доктор Кто                                         | Doctor Who                                         | Великий Разум          |
| 2012 | ф   | Хоббит: Нежданное путешествие                      | The Hobbit: An Unexpected Journey                  | Гэндальф               |
| 2013 | ф   | Росомаха: Бессмертный                              | The Wolverine                                      | Эрик Леншерр / Магнето |
| 2013 | ф   | Хоббит: Пустошь Смауга                             | The Hobbit: The Desolation of Smaug                | Гэндальф               |
| 2013 | с   | Грешники                                           | Vicious                                            | Фредди                 |
| 2013 | кор |                                                    | The Egg Trick                                      | маг                    |
| 2013 | тф  | (Почти) Пять Докторов: Перезагрузка                | The Five(ish) Doctors Reboot                       | в роли самого себя     |
| 2014 | ки  | LEGO The Hobbit                                    | LEGO The Hobbit                                    | Гэндальф               |
| 2014 | ф   | Люди Икс: Дни минувшего будущего                   | X-Men: Days of Future Past                         | Эрик Леншерр / Магнето |
| 2014 | ф   | Хоббит: Битва пяти воинств                         | The Hobbit: The Battle of the Five Armies          | Гэндальф               |
| 2015 | ф   | Мистер Холмс                                       | Mr. Holmes                                         | Шерлок Холмс           |
| 2017 | ф   | Красавица и чудовище                               | Beauty and the Beast                               | Когсворт               |
| 2018 | мс  | Гриффины                                           | Family Guy                                         | доктор Сесил Притчфилд |
| 2018 | тф  | Чистая правда                                      | All Is True                                        | Граф Саутгемптон       |
| 2019 | ф   | Хороший лжец                                       | The Good Liar                                      | Рой Кортни             |
| 2019 | ф   | Кошки                                              | Cats                                               | Гас                    |
| 2023 | ф   | Критик                                             | The Critic                                         | Джимми Эрскин          |
| 2026 | ф   | Мстители: Судный день                              | Avengers: Doomsday                                 | Эрик Леншерр / Магнето |

## Награды и номинации

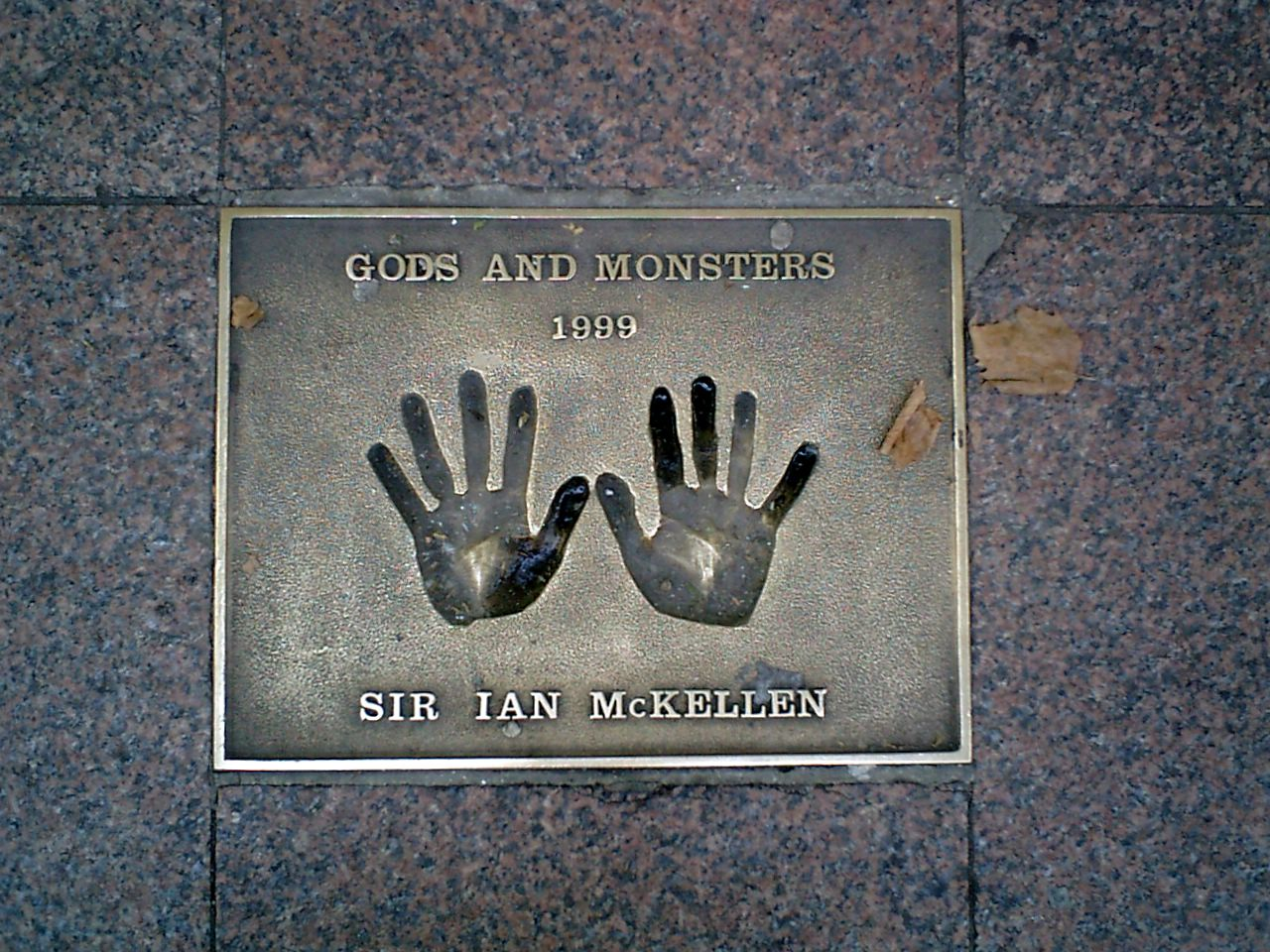
Отпечатки рук Маккеллена на мемориальной доске за фильм «Боги и монстры», установленной в 1999 году на Лестер-сквер в Лондоне

- 1977 — Премия Лоренса Оливье — «Лучший актёр года в возрождённом мюзикле или возрождённой пьесе» — Основы общества
- 1978 — Премия Лоренса Оливье — «Лучшее актёрское комедийное исполнение года» — Алхимик
- 1979 — Премия Лоренса Оливье — «Актёр года в новой пьесе» — «Бент»
- 1979 — командор ордена Британской империи
- 1984 — Премия Лоренса Оливье — «Лучший актёр года в возрождённом мюзикле или возрождённой пьесе» — "Дикий мёд
- 1986 — Премия Лоренса Оливье — «Лучшая мужская роль в пьесе» — «Вишнёвый сад» — Номинация
- 1990 — Премия Лоренса Оливье — «Лучший актёр в пьесе» — «Отелло» и «Бент» — Номинация
- 1990 — рыцарь-бакалавр
- 1991 — Премия Лоренса Оливье — «Лучший актёр в пьесе» — Ричард III
- 1992 — Премия Лоренса Оливье — «Лучший актёр в пьесе» — «Дядя Ваня» — Номинация
- 1996 — Европейская кинонаграда: победитель в категории лучший актёр за фильм «Ричард III»
- 1997 — «Золотой глобус»: победитель в категории лучшая роль второго плана в сериалах, мини-сериалах и в телевизионных художественных фильмах за фильм «Распутин»
- 1998 — номинация на «Оскара» за картину «Боги и монстры»
- 1998 — Независимая Британская кинонаграда за картину «Боги и монстры»
- 1998 — приз Ассоциации телевизионных кинокритиков за картину «Боги и монстры»
- 1998 — награды Чикагского, Флоридского, Лос-Анджелесского, Сан-Диегского и Торонтского обществ кинокритиков за картину «Боги и монстры»
- 1998 — приз «Независимого духа» за картину «Боги и монстры»
- 1998 — награда общества «сетевых» кинокритиков за картину «Боги и монстры»
- 1998 — «Серебряная раковина лучшему актёру» за роль в фильме «Боги и монстры»
- 1998 — National Board of Review за картину «Боги и монстры»
- 1998 — премия Американской Академии научной фантастики, фэнтези и фильмов ужасов за фильм «Способный ученик»
- 1998 — приз Ассоциации телевизионных кинокритиков за фильм «Способный ученик»
- 1998 — приз Флоридского общества кинокритиков за фильм «Способный ученик»
- «Люди Икс» номинация за картину на Blockbuster Entertainment Awards
- 2002 — номинация за картину «Властелин Колец: Братство кольца» на «Оскара» в категории лучший актёр второго плана
- награда Американской гильдии сценаристов
- 2006 — Премия Лоренса Оливье — Особая награда Театрального Сообщества Лондона
- 2006 — Почётный «Золотой медведь»[24]
- 2008 — Премия Лоренса Оливье — «Лучший актёр в пьесе» — «Король Лир» — Номинация
- 2008 — Орден Кавалеров Почёта
- 2013 — номинация на премию «Сатурн» за роль Гэндальфа Серого в фильме «Хоббит: Нежданное путешествие».
- 2017 — Премия Лоренса Оливье — «Лучший актёр в пьесе» — «Ничья земля»
- 2019 — Премия Лоренса Оливье — «Лучший актёр в пьесе» — Король Лир — Номинация
- 2020 — Премия Лоренса Оливье — Особая награда Лондонского Театрального Сообщества — «Иэн Маккеллен на Сцене: Вместе с Толкином, Шекспиром, другими и ВАМИ»